# Schwestern Unserer Lieben Frau von China
Die Schwestern Unserer Lieben Frau von China ( engl.: Sisters of Our Lady of China, Ordenskürzel: OLC)  sind eine  Kongregation von Frauen in der  römisch-katholischen Kirche. Sie sind Missionsschwestern nach  bischöflichem Recht und wurden 1940 durch den Erzbischof von  Peking, Thomas Kardinal  Tien Ken-sin, gegründet. Die Namensgebung, die vom ersten Erzbischof chinesischer Herkunft ausgewählt wurde, wird auf das Gnadenbild der „Gottesmutter von China“ zurückgeführt.

## Geschichte
Ihre erste Gemeinschaft wurde in der Ortschaft Shandong aufgebaut. 1952 mussten die Schwestern nach Taiwan in die Stadt Chiayi flüchten, hier wurde auch das Generalhaus der Ordensgemeinschaft errichtet. Seit 1992 haben die „Schwestern Unserer Lieben Frau von China“ eine Niederlassung in  Graz (Österreich) errichtet.

## Ordensleben
Das Ordensleben richtet sich nach dem  hl. Franziskus, dieser Ordensauftrag ist nach dem Evangelium ausgerichtet und soll in den Aufgabenbereichen deutlich spürbar sein. Die Schwestern verstehen sich als Helfer in der Not, sie übernehmen die Alten- und Krankenpflege und leiten Besinnungs- und  Einkehrtage.

## Einzelnachweis
1. ↑  Our Landy of China Archivierte Kopie (Memento des Originals vom 6. Januar 2010 im Internet Archive)  Info: Der Archivlink wurde automatisch eingesetzt und noch nicht geprüft. Bitte prüfe Original- und Archivlink gemäß Anleitung und entferne dann diesen Hinweis.